# Карасівська волость
Карасівська волость — адміністративно-територіальна одиниця Харківського повіту Харківської губернії.

Найбільше поселення волості станом на 1914 рік:
- село Карасівка.

Старшиною волості був Тесленко Михайло Іванович, волосним писарем — Цибань Григорій Васильович, головою волосного суду — Холодний Павло Кирилович.